# Nil Yalter
Nil Yalter (* 1938 in Kairo, Ägypten) ist eine türkische Grafikerin, Fotografin, Malerin und Installationskünstlerin.

## Leben und Werk
Yalter lebte bis zu ihrem vierten Lebensjahr in Kairo, danach in Istanbul. Dort erhielt sie ihre Ausbildung am Robert College, reiste von 1956 bis 1958 als Pantomime-Künstlerin in den Iran, nach Pakistan, Indien und arbeitete 1963 und 1964 für Theaterfirmen als Bühnenbildnerin und Kostümbildnerin. 1963 nahm sie an der 3. Pariser Biennale teil und zog 1965 nach Paris. Sie beteiligte sich an den französischen revolutionären Bewegungen der späten 1960er Jahre und hatte in Frankreich eine Vorreiterrolle als Mitglied von Collectif Femmes / Art.  1980 bis 1995 war sie an der Universität Sorbonne tätig. Mit dem Aufkommen digitaler Technologien setzte sie bei ihren Arbeiten dreidimensionale Animationstechniken und elektronische Tonbearbeitung ein. Sie wurde 2018 mit dem herausragenden Verdienstpreis des Prix AWARE vom Archiv der Künstlerinnen, Forschung und Ausstellung (AWARE) ausgezeichnet, da sie sich mit Fragen des Feminismus und der Migration auseinandersetzte. Yalters Werke befinden sich unter anderem in den permanenten Sammlungen von Tate Modern, Ludwig Museum in Köln, Kunstsammlung der Deutschen Telekom, Istanbul Modern, Centre Georges-Pompidou, Fonds National Art Contemporain. Die Biennale di Venezia 2024 überreichte ihr für ihr Lebenswerk einen Goldenen Löwen.

## Einzelausstellungen (Auswahl)
- 1973 A.R.C. Musée d’Art Moderne de la Ville de Paris, Paris
- 1974 Musée de Tessé, Le Mans
- 1977 Maison de la Culture, Grenoble
- 1978 Galerie Lavuun, Gand
- 1988 Musée de Saint – Simon,  Angoulème
- 2009 Akademie der Künste, Berlin
- 2010 Centro Cultural de Belém, Lissabon
- 2012 Galeria Visor, Valencia
- 2012 Museum Boijmans Van Beuningen, Rotterdam
- 2013 SALT, Istanbul
- 2014 Museum of Modern Art, Rio de Janeiro
- 2014 Kadist Art Foundation, Mumbai
- 2015 MOTInternational gallery, London
- 2016 Arter Space for Art, Istanbul
- 2016 Galerie Hubert Winter, Wien
- 2017 Museum Ludwig, Köln
- 2018 Galerie Hubert Winter, Wien
- 2018 Galerist, Istanbul